# لوفلي كومبلكس (أنمي)
لوفلي كومبلكس وبالعربية الحب المعقد (بالإنجليزية: Lovely Complex) باليابانية (ラブ★コン) هي سلسلة مانغا الشوجو اليابانية كتبها وصورتها المؤلفة اليابانية آيا ناكاهارا.
لقد حاز هذا الأنمي على جائزة شوغوكان مانغا الرابع والتسعون لسلسلة مانغا الشوجو الأكثر شعبية، وحوله إلى فيلم حي أصدر عام 2006 و24 حلقة من السلسلة الأنمي التلفزيونية تم إطلاقه عام 2007.

## القصة
تدور أحداث القصة حول «ريسا كويسمي» و«أوتاني أتسوشي»، زملاء بالمدرسة الثانوية، كليهما لديه عقدة بسبب طوله، فريسا فتاة طويلة جدا ويبلغ طولها 172 سم، بينما أوتاني فتى قصير جدا وطوله 156 سم. كل منهما، عندما يصارح شخص قد أحبه عن حقيقة مشاعره، يرفضه بسبب طوله. هذان الاثنان كثيرا ما يتشاجرون ويتشاحنون بطريقة كوميدية، وأصبحا معروفين في مدرستهما باسم (هانشين كيوجين)، نسبة إلى شخصيتين مشهورتين، وكل هذا بسبب أطوالهم المتفاوتة، كل منهما يحاول أن يبحث عن حبه بطريقته. لكن بطريقة ما يقع الاثنان في حب بعضهما.

## الشخصيات
- كويزمي ريسا (小泉リサ) بطلة القصة وطولها 172 سم، أي أطول من الطول العادي للفتيات في سنها مرحة ومضحكة، دائما تتعارك مع زميلها في الصف أوتاني ورغم أنها تبدو دائمة القوة، فهي لا تخجل من اظهار مشاعرها، وهذا ما يثبت أن لديها جانب لطيف وناعم، المغني المفضل لديها هو أوميبوزو لديها ذوق رائع في الأزياء لديها عقدة من طولها، فقد وقعت في حب من هو أقصر منها أوتاني.

- أوتاني أتسوشي (大谷敦士) بطل القصة وطوله 156 سم، أي أقصر من جميع الأولاد في سنه.. وهو دائم العراك مع زميلته بالصف ريسا، ولا يعي مشاعر من حوله خصوصا مشاعرها هي، ورغم أنه قصير لكنه بارع جدا في كرة السلة حتى أنه أصبح كابتن الفريق، ومغنيه المفضل هو أوميبوزو أيضا.

- ايشيهارا نوبوكو (石原信子) صديقة ريسا المفضلة، دائما تشجع ريسا لتعبر عن مشاعرها الحقيقية، ودائما تحاول مساعدتها على اظهار مشاعرها الحقيقية تجاه أوتاني توبخ ريسا دائما وتظهر استياءها بطرق تجعلك تموت ضحكاً تحب ناكاو كثيرا ودائما ما تسأل ريسا عن رأيها بالأزياء التي تختارها.

- ناكاو هيكيتشي (中尾平吉) صديق نوبو المفضل وهو لاعب في فريق كرة السلة، مخلص ويسهل التعامل معه كثيرا، ييحب نوبوكو ويجاريها في خططها مع ريسا.

- تاناكا تشيهارو (田中千春) أحد أقرب الاصدقاء لريسا، فتاة ذكية وناعمة تخشى الفتيان كثيرا لا تحب التحدث إليهم ولا حتى الجلوس بقربهم لكن بفضل طيبة ولطف سوزوكي، استطاعت التغلب على مخاوفها فتاة هادئة ولطيفة جدا.

- سوزوكي ريوجي (鈴木良二) فتى هادئ في طبعه وتعجب به ريسا في البداية ولكن يكتشف أنه يكن مشاعر لتانكا سان فيعرض عليها أن تصبح صديقته ويبدان الخروج مع بعضهما.

- فوكاجاوا هاروكا (深川遥) منذ طفولته وهو معجب بريسا لأنها دافعت عنه وطاردت الصبيان الذين كانو يضايقونه فاعتبرها منذ ذلك الوقت بطلته، مشهور جداً لدى الفتيات ويخرج معهن بحجة أن يكون الرجل الكامل لريسا لا يحب أوتاني أبداً لأن ريسا أحبته بدلاً عنه.

- كانزاكي مايا (神崎真由) صديقه أوتاني السابقة وهي تشبه تاناكا سان كثيرا أنفصلت عن أوتاني لانها أحبت شخصا أطول منه ويلقب بـ (العملاق).

- مايتاكي كوني يومي (マイタケコニウォーミー) معلم اللغة الإنجليزية في مدرسه ريسا أعجبت به ريسا من أول ظهور له لانه يشبه كين ساما (شخص في لعبه خياليه) ومن شده إعجابها به أنشئت له نادي بأسم نادي مايتي ولكن صديقتها نوبوكو وأو تاني يجدانه رجل بارد المشاعر ومخيف نوعا ما يساعد ريسا في جمعها مع أو تاني مرة أخرى.

- يوشيوكا ميمي (宮藤ミミ) فتاه في المرحلة المتوسطة ونفس طول ريسا تحب أوتاني كثيرا وتحضر له الحليب ليزداد طوله ولكنها تفقد الامل بعد أن رات صديقته السابقة أقصر منها ولكن بعد أن أنفصل أوتاني عن صديقته السابقة عاد الامل لها. وكذالك تنافس ريسا فيحبها لاوتاني.

## وصلات الخارجية
- Shueisha's manga website (باليابانية)
- Toei Animation's anime website (باليابانية)
- Official movie website (باليابانية)
- Official PS2 game website نسخة محفوظة 9 أبريل 2007 على موقع واي باك مشين. (باليابانية)
- Viz Media's manga website
- Madman Entertainment's manga website

لوفلي كومبلكس على موقع ANN manga (الإنجليزية)